# オカルト・レヴュー
『オカルト・レビュー』（The Occult Review）は、1905年から1951年にかけて発行されたイギリスの月刊誌。アレイスター・クロウリー、Meredith Starr、Walter Leslie Wilmshurst、アーサー・エドワード・ウェイト、フランツ・ハルトマン、フロレンス・ファー、ポール・ブラントンといった当時の著名なオカルティストや作家たちが執筆、寄稿した。編集人はRalph Shirley、William Rider and Son, LTD.（後にはRider & Company）がロンドンで出版した。超常現象の調査および心理学問題の研究を扱った。1933年9月から1935年10月の間は誌名が「The London Forum」に変わっている。